# New Tattoo
New Tattoo je osmé studiové album rockové skupiny Mötley Crüe.Na tomto albu se skupina vrací ke stylu, který ji proslavil v 80. letech. Skupinu opustil bubeník Tommy Lee, kterého nahradil Randy Castillo. Alba se v USA prodalo jen 203 000 kopií.

## Seznam skladeb
| Pořadí         | Název                        | Autor                                      | Délka |
| -------------- | ---------------------------- | ------------------------------------------ | ----- |
| 1.             | Hell on High Heels           | Nikki Sixx / Mick Mars / Vince Neil        | 4:15  |
| 2.             | Treat Me Like the Dog I Am   | James Michael / Sixx                       | 3:40  |
| 3.             | New Tattoo                   | Mars / Michael / Sixx                      | 4:18  |
| 4.             | Dragstrip Superstar          | Michael / Sixx                             | 4:22  |
| 5.             | 1st Band on the Moon         | Sixx                                       | 4:25  |
| 6.             | She Needs Rock & Roll        | Michael / Sixx                             | 3:59  |
| 7.             | Punched in the Teeth by Love | Randy Castillo / Mars / Neil / Sixx        | 3:32  |
| 8.             | Hollywood Ending             | Michael / Sixx                             | 3:43  |
| 9.             | Fake                         | Michael / Sixx                             | 3:44  |
| 10.            | Porno Star                   | Sixx                                       | 3:45  |
| 11.            | White Punks on Dope          | Michael Evans / Bill Spooner / Roger Steen | 3:39  |
| Celková délka: | Celková délka:               | Celková délka:                             | 43:22 |

## Obsazení
- Vince Neil – zpěv
- Mick Mars – kytara
- Nikki Sixx – basová kytara
- Randy Castillo – bicí, piano